# Orion-Massiv
Das Orion-Massiv ist ein rund 22 km langes Massiv bestehend aus einem Gewirr aus Bergen, Pässen, Kämmen und Bergkesseln im Palmerland auf der Antarktischen Halbinsel. Es ragt 6 km ostnordöstlich der Scorpio Peaks zwischen den oberen Abschnitten des Meiklejohn- und des Millett-Gletschers auf.
Das UK Antarctic Place-Names Committee benannte das Massiv 1976 nach dem Sternbild Orion.